# جينيفر بارنهارت
جينيفر بارنهارت (بالإنجليزية: Jennifer Barnhart)‏ هي محركة دمى وممثلة أمريكية، ولدت في 11 مارس 1972 في هامدن في الولايات المتحدة.

## أعمال

### مسلسلات
- أوبي

## وصلات خارجية
- جينيفر بارنهارت على موقع IMDb (الإنجليزية)
- جينيفر بارنهارت على موقع ميتاكريتيك (الإنجليزية)
- جينيفر بارنهارت على موقع ميوزك برينز (الإنجليزية)
- جينيفر بارنهارت على موقع قاعدة بيانات برودواي على الإنترنت (الإنجليزية)
- جينيفر بارنهارت على موقع ديسكوغز (الإنجليزية)
- جينيفر بارنهارت على موقع قاعدة بيانات الفيلم (الإنجليزية)